# Cohesor

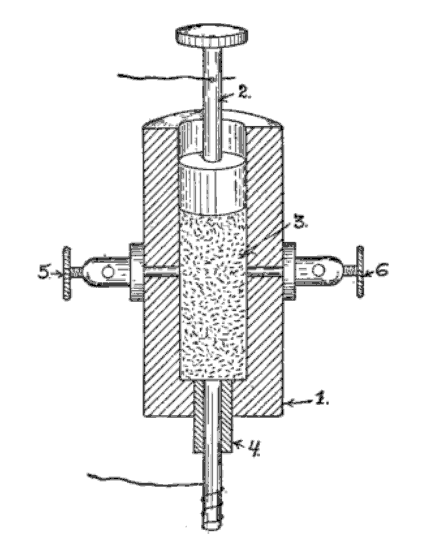
Circuit elèctric del Tub de Branly farcit amb llimadures de ferro (posteriorment denominat "cohesor")

Un cohesor és un dispositiu que permet la detecció d'ones de ràdio i que es va usar en els primers anys de la telegrafia sense fils.

## Descripció
Inventat pel científic francès Édouard Branly, el cohesor consisteix en un tub cilíndric aïllant, normalment de vidre, amb les seves dues bases cobertes interiorment per sengles conductors units a dos elèctrodes externs. El tub s'omple de llimadures metàl·liques que queden pressionades dins d'ell.

## Funcionament
El contacte amb l'aire oxida superficialment les llimadures del cohesor, fet que els aïlla elèctricament els uns dels altres. La capa d'òxid té un efecte similar al d'un díode. Quan un corrent de radiofreqüència amb intensitat suficient travessa el cohesor, es produeixen petits arcs entre les llimadures, que les solden, formant un camí de baixa resistència entre els seus dos elèctrodes. És a dir, davant d'un pols de radiofreqüència, el cohesor passa a un estat de baixa resistència, en principi permanent.
Perquè el cohesor pugui detectar el següent pols, ha de passar al seu estat d'alta impedància, la qual cosa s'aconsegueix colpejant-lo, per trencar les microsoldadures formades entre les llimadures

## Utilització
El cohesor s'intercalava entre l'antena ressonant i un relé, de manera que un pols de radiofreqüència accionava el relé. Al seu torn, el relé colpejava el cohesor per deixar-lo en condicions de detectar el següent pols. Un circuit secundari, alimentat per una pila i controlat pel relé, permetia tenir polsos de potència suficient per a un brunzidor.
Tanmateix, el dispositiu tenia un inconvenient. Tan aviat com rebia un senyal de radiofreqüència, les llimadures s'unien i ja no era possible detectar un següent senyal. Per resoldre el problema, s'utilitzava un martell per donar petits cops al tub, per tal que les llimadures se separessin, i permetessin la detecció d'un nou senyal.
Per aquests inconvenients, el cohesor es va tornar ràpidament obsolet, i fou substituït pel "detector de galena" (Marconi i Braun) (base de l'antiga ràdio de galena) i després per la vàlvula termoiònica (de Lee De Forest).